# Jens Schaefermeyer
Jens Schaefermeyer (* 9. Mai 1975 in Paderborn) ist ein ehemaliger deutscher Basketballspieler. Der 2,00 Meter große Flügelspieler bestritt 24 Einsätze für den Oldenburger TB (später EWE Baskets Oldenburg) in der Basketball-Bundesliga. Zuvor spielte er bereits mit Paderborn in der höchsten deutschen Liga.

## Laufbahn
Schaefermeyer entstammt der Jugendabteilung von Forbo Paderborn, für dessen Herrenmannschaft er 1994/95 eine Spielzeit lang in der Basketball-Bundesliga und anschließend in der 2. Basketball-Bundesliga spielte. 1999 wechselte der sprungkräftige Flügelspieler zum Ligarivalen Oldenburger TB, mit dem er in seiner ersten Saison den Aufstieg in die Basketball-Bundesliga schaffte. In seinen zwei Bundesliga-Jahren mit dem OTB (2001 in EWE Baskets Oldenburg umbenannt) war er Ergänzungsspieler und wechselte 2002 zurück in die zweite Liga zum TSV Lesum (später Bremen Roosters). Dort erzielte er während der Saison 2002/03 im Schnitt 12,3 Punkte je Begegnung.
2003/04 spielte Schaefermeyer wieder für seinen Heimatverein Paderborn Baskets in der 2. Bundesliga, von 2004 bis 2006 dann für die Regionalliga-Mannschaft des Oldenburger TB.
Im Jahr 2006 war er als Manager für die Bremen Roosters tätig und kehrte zur Saison 2007/08 in Oldenburgs Regionalligamannschaft aufs Spielfeld zurück. Im April 2008 beendete er seine Spielerkarriere. Von 2014 bis 2016 war Schaefermeyer jedoch wieder auf Leistungsebene aktiv und spielte für die zweite Herrenmannschaft der Telekom Baskets Bonn in der 1. Regionalliga West.